# Norman Vincent Peale
Norman Vincent Peale, né le 31 mai 1898 à Bowersville (Ohio) et mort le 24 décembre 1993 à Pawling (New York), est un pasteur chrétien et auteur américain, spécialisé dans les questions psychologiques.

## Biographie
Il crée le concept de « pensée positive » et écrit près de 44 livres dont le plus célèbre, The Power of positive Thinking (La puissance de la pensée positive), est paru en 1952 et s'est vendu à plusieurs millions d'exemplaires aux États-Unis. Il était pasteur de la Collégiale Marble de New York. Il était marié à la femme de lettres Ruth Stafford Peale.
Il est connu pour être un inspirateur de Donald Trump, qui assistait à ses prêches dans sa jeunesse, et un précurseur de l'évangile de la prospérité.

## Publications
Livres traduits en français
- La puissance de la pensée positive, 1952.
- Votre pensée peut tout, Presses de la Cité, 1955.
- L'enthousiasme fait la différence, 1967.
- Vivez pleinement votre vie, 1971
- Quand on veut, on peut !, 1979.
- La puissance de la vie positive, Les éditions de l'homme, 1991 pour la traduction française

En anglais
- The Positive Power of Jesus Christ (1980)  (ISBN 0-8423-4875-1)
- Stay Alive All Your Life (1957)
- Why Some Positive Thinkers Get Powerful Results (1987).  (ISBN 0-449-21359-5)
- The Power of Positive Thinking, Ballantine Books; Reissue edition (August 1, 1996).  (ISBN 0-449-91147-0)
- Guide to Confident Living, Ballantine Books; Reissue edition (September 1, 1996).  (ISBN 0-449-91192-6)
- Six Attitudes for Winners, Tyndale House Publishers; (May 1, 1990).  (ISBN 0-8423-5906-0)
- Positive Thinking Every Day : An Inspiration for Each Day of the Year, Fireside Books; (December 6, 1993).  (ISBN 0-671-86891-8)
- Positive Imaging, Ballantine Books; Reissue edition (September 1, 1996).  (ISBN 0-449-91164-0)
- You Can If You Think You Can, Fireside Books; (August 26, 1987).  (ISBN 0-671-76591-4)
- Thought Conditioners, Foundation for Christian; Reprint edition (December 1, 1989).  (ISBN 99910-38-92-2)
- In God We Trust: A Positive Faith for Troubled Times, Thomas Nelson Inc; Reprint edition (November 1, 1995).  (ISBN 0-7852-7675-0)
- Norman Vincent Peale's Treasury of Courage and Confidence, Doubleday; (June 1970).  (ISBN 0-385-07062-4)
- My Favorite Hymns and the Stories Behind Them, HarperCollins; 1st ed edition (September 1, 1994).  (ISBN 0-06-066463-0)
- The Power of Positive Thinking for Young People, Random House Children's Books (A Division of Random House Group); (December 31, 1955).  (ISBN 0-437-95110-3)
- The Amazing Results of Positive Thinking, Fireside; Fireside edition (March 12, 2003).  (ISBN 0-7432-3483-9)
- Stay Alive All Your Life, Fawcett Books; Reissue edition (August 1, 1996).  (ISBN 0-449-91204-3)
- You Can Have God's Help with Daily Problems, FCL Copyright 1956–1980 LOC card #7957646
- Faith Is the Answer: A Psychiatrist and a Pastor Discuss Your Problems, Smiley Blanton and Norman Vincent Peale, Kessinger Publishing (March 28, 2007),  (ISBN 1-4325-7000-5) (10),  (ISBN 978-1-4325-7000-2) (13)
- Power of the Plus Factor, A Fawcett Crest Book, Published by Ballantine Books, 1987,  (ISBN 0-449-21600-4)
- This Incredible Century, Peale Center for Christian Living, 1991,  (ISBN 0-8423-4615-5)
- Sin, Sex and Self-Control, 1977,  (ISBN 0-449-23583-1),  (ISBN 978-0-449-23583-6), Fawcett (December 12, 1977)